# Valzin-en-Petite-Montagne
Valzin-en-Petite-Montagne – gmina we Francji, w regionie Burgundia-Franche-Comté, w departamencie Jura. W 2013 roku liczba ludności wynosiła 479 mieszkańców. 
Gmina została utworzona 1 stycznia 2017 roku z połączenia czterech ówczesnych gmin: Chatonnay, Fétigny, Légna oraz Savigna. Siedzibą gminy została miejscowość Légna.